# Gino Manni
Gino Manni (Colle di Val d'Elsa, 11 ottobre 1916 – Colle di Val d'Elsa, 6 ottobre 1992) è stato un calciatore e allenatore di calcio italiano.

## Carriera

Modena, stagione 1940/41: Manni è il secondo da destra dopo Sentimenti IV

È cresciuto nel settore giovanile della Colligiana ed è stata la massima espressione calcistica di Colle di Val d'Elsa, la sua città natale che, dopo la sua scomparsa, gli ha intitolato il nuovo Stadio Comunale.
Dalla Colligiana, nel 1933, passa al Siena in serie B; questa la formazione rimasta nei cuori bianconeri: Erbinovi, Manni, Passalacqua, Biasotto, Pellagatta, Macchi, Renoldi, Lenzi, Bandini, Solbiati, Gambini.
Nel 1939 passa al Modena (città dove viene trasferito per il servizio militare) ed esordisce in Serie A. L'esordio in A il 17 settembre 1939 in occasione di Modena-Lazio terminata 1 a 1. Nel campionato 1939/40, vinto dall'Ambrosiana-Inter, il Modena retrocede ma veste la maglia color “canarino” altri due anni, ottenendo subito una nuova promozione dalla B alla A, prima di passare alla Juventus allenata da Felice Placido Borel II, con la quale giocherà solamente amichevoli alla fine del 1942. Con lo scoppio della guerra il “militare” Manni viene però trasferito al sud e precisamente a Napoli. Qui gioca nella squadra partenopea che partecipa al campionato di serie B, in coppia con Pretto.
Con l'avanzata delle truppe alleate vengono organizzati nuovi campionati: il campionato di serie A Alta Italia e un Campionato Centro-Sud A e B; le prime quattro classificate di ogni girone partecipano poi al Girone Finale della Divisione Nazionale 1945/46 che viene vinto dal Torino.
Vi partecipa anche il Napoli (unica squadra di B entrata in finale), che risulterà al quinto posto della graduatoria finale. Manni, che nel frattempo è tornato al Siena, partecipa al campionato nel girone Centro-Sud con la maglia del Siena che si classificherà penultimo nel girone.
Nella stagione successiva Manni passa al Cosenza che disputa il campionato di Serie B e qui rimane per alcune stagioni prima di concludere la propria carriera.
Con la stagione 1949/50 inizia quindi la carriera di allenatore con la sua prima squadra, la Colligiana, che allenerà a più riprese, portandola anche a vincere il campionato di prima divisione dilettanti, il titolo di campione toscano ed a battere il record europeo di vittorie consecutive, ben diciassette, tutto nella stagione 1957/58. Ha allenato anche altre squadre toscane di dilettanti, tra cui Castellina, Certaldo, Poggibonsi e Pontedera, conquistando diverse promozioni. Essendo uno sportivo valdelsano rimase affettivamente legato anche al Poggibonsi, avendolo allenato.
Con il 1977 ha definitivamente cessato la sua carriera di allenatore, sempre ispirata alla cura ed alla crescita dei settori giovanili.

## Palmarès

### Giocatore

#### Competizioni nazionali
- Prima Divisione: 1

Siena: 1934-1935
- Serie C: 1

Siena: 1937-1938

### Allenatore

#### Competizioni regionali
- Prima Divisione: 1

Colligiana: 1957-1958
- Prima Categoria: 1

Colligiana: 1972-1973